# Rødding Sogn (Skive Kommune)
 For alternative betydninger, se Rødding Sogn. (Se også artikler, som begynder med Rødding Sogn)
Rødding Sogn er et sogn i Salling Provsti (Viborg Stift).
I 1800-tallet var Krejbjerg Sogn anneks til Rødding Sogn. Begge sogne hørte til Rødding Herred i Viborg Amt. Trods annekteringen var både Krejbjerg og Rødding selvstændige sognekommuner. Ved kommunalreformen i 1970 blev de indlemmet i Spøttrup Kommune, som ved strukturreformen i 2007 indgik i Skive Kommune.
I Rødding Sogn ligger Rødding Kirke og borgen Spøttrup, der gav navn til Spøttrup Kommune.
I sognet findes følgende autoriserede stednavne:
- Ejstrup (bebyggelse)
- Fjordkær (bebyggelse)
- Heden (bebyggelse)
- Knud (bebyggelse)
- Knud Strand (bebyggelse)
- Kær (bebyggelse)
- Kærgårde (bebyggelse)
- Lilleeng (areal)
- Mollerup (bebyggelse)
- Mollerup Sø (vandareal)
- Mølvad (bebyggelse)
- Nymølle (bebyggelse)
- Rødding (bebyggelse, ejerlav)
- Rødding Grundvad (bebyggelse, ejerlav)
- Rødding Udmark (bebyggelse)
- Spøttrup (bebyggelse, ejerlav, landbrugsejendom)
- Spøttrup Sø (vandareal)
- Østersand (bebyggelse)